# 日本中央競馬会競馬施行規程
日本中央競馬会競馬施行規程（にほんちゅうおうけいばかいけいばしこうきてい）は、日本中央競馬会（JRA）が主催する中央競馬の施行、馬主、競走馬及び勝負服のデザイン、調教師や騎手の免許などについて日本中央競馬会の競馬の施行等に関する規約（競馬施行規約）に規定するもののほか、同規約を実施するため必要な事項を定めた規程である。
2007年に全面改正され、理事長通達となっている。今日行われている中央競馬は、本規程に則って行われている。

## 内容
- 第1章 総則（第1条－第3条）
- 第2章 馬主（第4条－第16条）
- 第3章 競走馬登録（第17条－第29条）
- 第4章 服色の登録（第30条－第42条）
- 第5章 調教師、騎手等（第43条－第63条）
- 第6章 競馬番組等（第64条－第80条）
- 第7章 出走馬（第81条－第105条）
- 第8章 発走、到達順位、着順等（第106条－第131条）
- 第9章 禁止薬物（第132条－第136条）
- 第10章 制裁等（第137条－第157条）
- 第11章 勝馬投票（第158条－第170条）
- 第12章 入場料、入場者等（第171条－第177条）
- 第13章 開催執務委員（第178条－第189条）
- 第14章 裁定委員会（第190条）
- 附則